# مارفن هاملستش

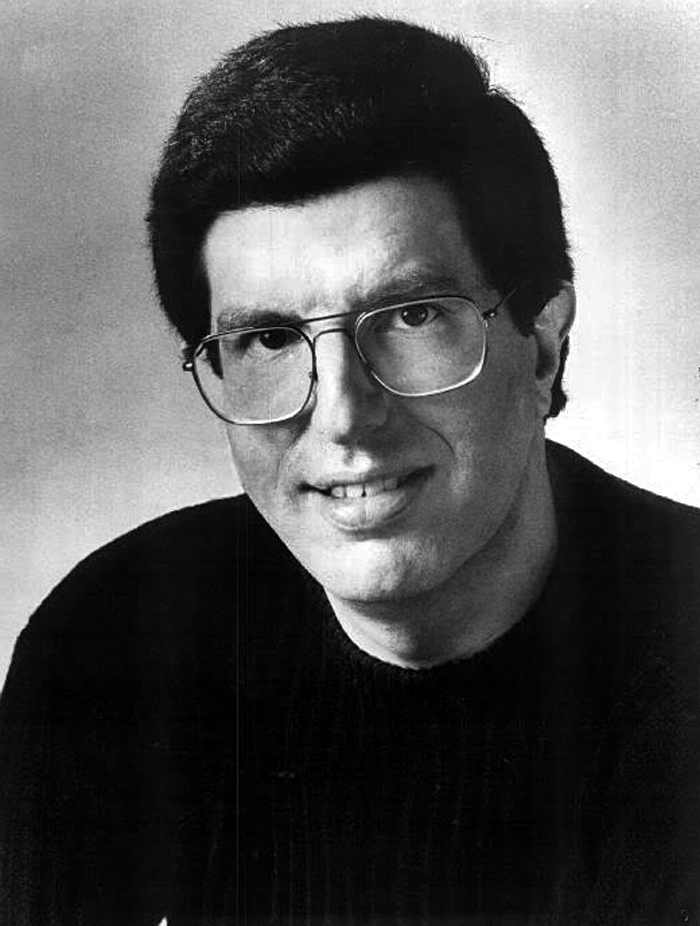

كان مارفن فريدريك هامليش (Marvin Frederick Hamlisch) (الذي ولد في الثاني من يونيو عام 1944  وتوفي في السادس من أغسطس عام 2012) ملحنًا ومايسترو أمريكيًا. ولقد كان واحدًا ضمن أحد عشر شخصًا فقط على قائمة الإيجوت (EGOT) s –  وهي القائمة التي تتضمن الفائزين بـإيمي (Emmy)، وغرامي (Grammy)، والأوسكار (Oscar)، وتوني (Tony). وهو أيضًا واحد من ضمن اثنين فقط فازوا بالأربع جوائز السابقة بالإضافة إلى جائزة بوليتزر (Pulitzer Prize) (وكان ريتشارد رودغرز (Richard Rodgers) هو الشخص الآخر). وفاز هاملستش أيضًا باثنتين من غولدن غلوب (Golden Globes).

## كتابات أخرى
- Flinn, Denny Martin (1989). What They Did for Love: The Untold Story Behind the Making of "A Chorus Line". Bantam ISBN 0-553-34593-1.
- Hamlisch, Marvin (1992). The Way I Was. Scribner; 1st edition. ISBN 0-684-19327-2.
- Kelly, Kevin (1990). One Singular Sensation: The Michael Bennett Story. New York: Doubleday. ISBN 0-385-26125-X.
- Mandelbaum, Ken (1990). "A Chorus Line" and the Musicals of Michael Bennett. St Martins Press. ISBN 0-312-04280-9.
- Stevens, Gary (2000). The Longest Line: Broadway's Most Singular Sensation: "A Chorus Line". Applause Books. ISBN 1-55783-221-8-.
- Viagas, Robert (1990). On the Line – The Creation of "A Chorus Line". Limelight Editions; 2nd edition. ISBN 0-87910-336-1.

## وصلات خارجية
- مارفن هاملستش على موقع IMDb (الإنجليزية)
- مارفن هاملستش على موقع الموسوعة البريطانية (الإنجليزية)
- مارفن هاملستش على موقع ميوزك برينز (الإنجليزية)
- مارفن هاملستش على موقع تيرنر كلاسيك موفيز (الإنجليزية)
- مارفن هاملستش على موقع أول موفي (الإنجليزية)
- مارفن هاملستش على موقع قاعدة بيانات برودواي على الإنترنت (الإنجليزية)
- مارفن هاملستش على موقع إن إن دي بي (الإنجليزية)
- مارفن هاملستش على موقع أول ميوزيك (الإنجليزية)
- مارفن هاملستش على موقع ديسكوغز (الإنجليزية)
- مارفن هاملستش على موقع قاعدة بيانات الفيلم (الإنجليزية)
- أخبار مُجمّعة وتعليقات عن مارفن هاملستش في موقع صحيفة نيويورك تايمز.
- مقالات PBS
- Gene Kelly – Pittsburgh Music History